# Tašovice
Tašovice (německy Taschwitz) jsou část statutárního města Karlovy Vary v okrese Karlovy Vary v Karlovarském kraji. Severně od Tašovic vede úsek dálnice D6 z Karlových Varů do Sokolova. U dálnice na křižovatce Jenišov se nachází obchodní centra Globus a Makro. Samotná oblast je charakteristická zástavbou rodinných domů. Na západě na Tašovice navazuje jenišovská čtvrť Pod Rohem.

## Historie
V Tašovicích je doložena přítomnost Slovanů, a to již od 9. století nebo 10. století.
První písemná zmínka o vesnici pochází z roku  1464.
První výzkumy se zde prováděny už v roce 1911, později (v letech 1948 až 1950) pak nové výzkumy Státním archeologickým ústavem. Podle nalezené slovanské hradištní keramiky lze období osídlení zařadit do 10. století.

## Přírodní poměry
Na jihu protéká malebným údolím řeka Ohře a končí zde oblast evropsky významné lokality Kaňon Ohře. Přibližně 2,5 kilometru od Tašovic proti toku Ohře se nachází chráněné území národní přírodní památka Svatošské skály. V Tašovicích rostou dva památné stromy: Dub u Nešporů a Žalman.

## Obyvatelstvo
Při sčítání lidu v roce 1921 ve vsi žilo 353 obyvatel (z toho 184 mužů), z nichž byl jeden Čechoslovák, 347 Němců a pět cizinců. Kromě šesti lidí bez vyznání se hlásili k římskokatolické církvi. Podle sčítání lidu z roku 1930 měla vesnice 1 101 obyvatel: deset Čechoslováků, 1 072 Němců, jednoho příslušníka jiné národnosti a osmnáct cizinců. Až na dvanáct evangelíků a 81 lidí bez vyznání byli římskými katolíky.
| Rok            | 1869 | 1880 | 1890 | 1900 | 1910 | 1921 | 1930  | 1950 | 1961 | 1970 | 1980 | 1991 | 2001 | 2011  | 2021  |
| -------------- | ---- | ---- | ---- | ---- | ---- | ---- | ----- | ---- | ---- | ---- | ---- | ---- | ---- | ----- | ----- |
| Počet obyvatel | 122  | 197  | 235  | 316  | 402  | 353  | 1 101 | 348  | 429  | 439  | 512  | 727  | 751  | 1 022 | 1 031 |
| Počet domů     | 16   | 23   | 19   | 24   | 25   | 25   | 82    | 87   | 87   | 88   | 112  | 153  | 193  | 234   | 285   |

## Obecní správa
Při sčítání lidu v letech 1850–1949 Tašovice byly osadou obce Jenišov, se kterým patřily nejprve do okresu Falknov, ale v letech 1880–1930 v okrese Karlovy Vary. V letech 1950–1960 byly samostatnou obcí v okrese Karlovy Vary-okolí. V letech 1961–1974 byly částí obce Doubí v okrese Karlovy Vary. Od 1. července 1974 jsou částí statutárního města Karlovy Vary ve stejnojmenném okrese.

## Hradiště Starý Loket
U jihozápadního okraje Tašovic se nachází archeologická památková rezervace, kde v letech 1949 až 1950 probíhal archeologický výzkum. Byly zde odkryty pozůstatky dvou sídelních objektů, které měly po obvodech stopy po zahrocených kůlech. Při společném vchodu do obou obydlí byla dvě mírně zahloubená ohniště, oddělená od vlastních obytných prostorů. Z nalezených asi 4 000 kusů kamenné štípané industrie (tzv. mikrolity) si lze učinit představu o výrobních nástrojích zdejších mezolitických lovců a rybářů a jejich způsobu života.